# Ruth Heyder
Ruth Heyder (* 29. März 1944 in Zwickau) ist eine deutsche Malerin, Grafikerin und Plastikerin.

## Leben und Werk
Ruth Heyder absolvierte eine Lehre als Gebrauchswerberin und studierte von 1969 bis 1974 bei Gerhard Kettner, Herbert Kunze und Paul Michaelis an der Hochschule für Bildende Künste Dresden. Seitdem ist sie in Magdeburg freischaffend tätig. Sie war bis 1990 Mitglied des Verbands Bildender Künstler der DDR.
1975 Heirat mit dem Maler Lutz Heyder
1976 Geburt der gemeinsamen Tochter Helene Heyder
1990 Trennung von Lutz Heyder
Seit 2004 lebt und arbeitet Ruth Heyder in Berlin
Zu ihren Werken gehören insbesondere Tafelbilder, Zeichnungen, Druckgrafiken, Collagen, Plastiken und keramische Arbeiten. Ihre bevorzugten Motive sind Industrielandschaften, Portraits und Akte. 
Mehrere Stipendien und Ausstellungen

## Werkbeispiele

### Gemälde
- Porträt einer Polin (1979, Mischtechnik, 85 × 70 cm)
- Gymnastik-Gruppe (um 1983, Mischtechnik)

### Buchpublikation
- Schwarze Luftballons. Dr. Ziehthen Verlag, Oschersleben, 1993; ISBN 978-3-928-70325-3

## Ausstellungen (unvollständig)

### Einzelausstellungen
- 1982: Rostock, Galerie am Boulevard (Ölbilder, Aquarelle, Zeichnun-gen)
- 1995: Dessau, Schloss Mosigkau („Aus der Wahrheit der fünf Sinne“; mit Vera Schwelgin)
- 1995: Zeuthen, Nachrichtentechnik Berlin-Brandenburg GmbH[1]

### Teilnahme an zentralen und wichtigen regionalen Ausstellungen in der DDR
- 1978: Frankfurt („Junge Künstler der DDR“)
- 1978: Magdeburg („Junge Magdeburger Künstler“)
- 1979 und 1984: Magdeburg, Bezirkskunstausstellungen
- 1980: Frankfurt/Oder, Sport- und Ausstellungszentrum („Junge Künstler der DDR“)
- 1981: Magdeburg, Kulturhistorisches Museum („Maler stellen aus“)
- 1983: Leipzig, Messehaus am Markt („Kunst und Sport“)
- 1987: Magdeburg, Kloster Unser Lieben Frauen („Handzeichnung und Plastik“)

## Weblink
- easydb.archive